# Unión Deportiva Horadada
La Unión Deportiva Horadada és l'equip de futbol local del municipi de Pilar de la Horadada, al Baix Segura, que en la temporada 2021-22 juga a la Segona Regional valenciana. Va ser fundat el 1972.
El nom del seu estadi és Ikomar ("muntanyes" en basc), per acord adoptat quan es va construir, amb una capacitat per a 3500 persones. La seua primera equipació consistix en camiseta roja, pantaló blau obscur i mitges blaves.

## Història
L'equip va ser fundat l'any 1972. Ha jugat la temporada 1992-1993 en Segona B, i en la mateixa en la qual va jugar en 2a B, va arribar fins a la Tercera Volta de la Copa del Rei, empatant a 1 davant el Deportivo de la Coruña a casa i perdent com a visitant per un contundent 1-9.
Fins a la temporada 2005/2006 l'Horadada jugava al Grup XIII (Regió de Múrcia) per la comoditat que donava quan calia fer una hora dels desplaçaments per a jugar els partits fora de casa, però a partir de la temporada 2006/2007 la Reial Federació Espanyola de Futbol va obligar a l'equip a jugar amb la federació que li corresponia, en este cas la valenciana.
El 2018 l'equip va ascendir a Preferent Valenciana després de ser segon en Primera Regional Grup VIII de la Federació de Futbol de la Comunitat Valenciana. La pandèmia de Covid-19 i diverses complicacions econòmiques, van fer que l'estiu de 2020 el club no pogués complir amb els requisits econòmics per cobrir la seva plaça a Preferent. L'entitat va decidir prescindir del primer equip i continuar l'activitat esportiva amb el conjunt que tenia en Segona Regional.

## Dades
- Temporades a 2a B: 1
- Temporades a 3a: 22